# Socotá
Socotá es un municipio colombiano perteneciente al departamento de Boyacá, que pertenece a la República de Colombia .

## Descripción
Es uno de los 123 municipios del departamento de Boyacá, se encuentra ubicado al norte del departamento sobre la Cordillera Oriental. Pertenece a la provincia de Valderrama junto con los municipios de: Socha, Paz de Río, Tasco, Chita, Jericó y Betéitiva. Socotá se caracteriza por ser geográficamente el municipio más extenso de la provincia, con un área de aproximadamente 679 kilómetros cuadrados. Fue fundado por Gonzalo Sánchez de Flandes, en 1602 por ser la persona a quien Luis Enríquez comisionó para que organizara dicho pueblo y este señor con ayuda de los indígenas y sacerdotes misioneros hizo construir una iglesia y alrededor de ella formar la plaza principal y luego hacia los costados sacarle calles, es decir darle la forma de caserío que se pareciese a los pueblos que ellos habían dejado en España.
Posee una extensión general de 600.11 km² distribuida de la siguiente manera:
- Extensión área urbana: 1 km²
- Extensión área rural: 599.11 km
- Altitud:  2443 m.s.n.m
- Temperatura media:  17 °C.
- Distancia de Tunja: 134 km

## Historia
El nombre Socotá está dado en honor al cacique Esteban de Socotá, que en lenguaje muisca quiere decir Tierra del Sol y la Labranza. Los muiscas veneraban al sol Sua y la Luna o Chía, al tiempo que adoraban a Chiminigagua a quien consideraban como su Dios Supremo.
El pueblo adhirió al movimiento de los Comuneros en 1781 con varios ciudadanos dirigidos por el capitán don J. J. Rodríguez y Gutiérrez.
Los primeros alcaldes pedáneos fueron Salvador de la Torre, José Antonio Reyes y Manuel Leal.
En 1814 la provincia de Tunja se organizó en departamentos y Socotá hizo parte del departamento Oriental, junto con Pesca, Tuta, Iza, Firavitoba, Tibasosa, Sogamoso, Nobsa, Socha, Gámeza, Mongua, Monguí, Puebloviejo (hoy Aquitania) y Cuítiva.
Los habitantes de Socotá contribuyeron a la causa de la libertad. Cuando Bolívar transmontó con sus ejércitos la cordillera de los Andes, en 1819, y pisó la provincia de Tunja, los pueblos vecinos de este territorio, cercanos a la cordillera, como Socha, Socotá, Tasco, etc., salieron a ofrecer al Libertador su apoyo, entregándole sus ganados, víveres y ropas para alimento y abrigo de los soldados. Bolívar pasó por Socotá el 15 de julio de 1819.
El 29 de noviembre de 1821, ante la ruina que amenazaba al poblado se autorizó el traslado de la iglesia parroquial de Socotá al sitio de Aposentos de Comeza. Noventa y dos años después, un derrumbe destruyó buena parte de las viviendas siendo necesario el traslado de la población a otro lugar, decisión que en la práctica no se llevó a cabo.

## Geografía, Flora y Fauna
Socotá aloja cerca del 64.44% de las 45.000 hectáreas de extensión del parque natural nacional del páramo de Pisba, y el 48.32% de la extensión del Municipio forman parte de esta zona de reserva, en donde se localiza una invaluable riqueza ecológica nacional y nacen entre otros los ríos Arzobispo, Payero o Pisba, Pauto y Cravo Sur. Se caracteriza por una compleja topografía definiendo diversos tipos climáticos: medio a los 1800 metros sobre el nivel del mar en las veredas de Guáquira y Chusvita, en la vega del río Chicamocha y de páramo cerca de 4000 m s. n. m. parte alta de la vereda el Verde, alto de Caracol, en la cuchilla la Reforma o El Santuario en el parque nacional natural Páramo de Pisba.

### Límites municipales
El municipio está delimitado por los siguientes vecinos:
| Noroeste: Sativanorte y Sativasur (Río Chicamocha) | Norte: Jericó | Nordeste: Chita                      |
| Oeste: Socha y Tasco                               |               | Este: Chita                          |
| Suroeste: Gámeza y Mongua                          | Sur: Pisba    | Sureste: Límites entre Pisba y Chita |

## Principales Actividades

### Economía
La actividad agropecuaria juega un papel protagónico en la economía de la región; pero asombra ver que de los 10.039 habitantes, 8.405 habitantes (84%) dicen no ser productores agropecuarios. La minería ocupa el segundo renglón de la economía socotense pues se ha convertido en una fuente de empleo dado el alto número de mano de obra no calificada que se emplea en la extracción del carbón. Esta actividad ha mejorado las condiciones de vida de los propietarios o arrendadores que explotan sus minas y comercializan el producto y también la de quienes trabajan por administración del patrón o a destajo proporcionándoles ciertos recursos para su subsistencia familiar.
Otras actividades son el pastoreo de cabras, ovejas, la cría de gallinas y conejos y trabajos manuales como tejidos en telares obras en madera y barro que no ocupan un importante renglón en la economía de esta sociedad por desarrollarse de manera aislada sin ningún incentivo estatal y en muy mínima cantidad. En términos generales la zona tiene la misma estructura promedio de tenencia de la tierra respecto a la del departamento, presentando una tendencia netamente minifundista, es así que el 79% (5.860) de los predios poseen una extensión entre 1 y 3 hectáreas y que representan la zona agrícola más importante El 55% de los predios tienen una superficie inferior a una hectárea, lo que les convierte en microminifundios, en donde se encuentran la mayoría de propietarios. Esta forma de tenencia de la tierra ha hecho que la eficiencia del sector agrícola no sea la más óptima, puesto que el agricultor realiza sus labores solamente bajo el sistema de pan - coger, no quedando excedentes para comercializar en gran escala, pues la producción apenas si abastece parcialmente la región, de características por cierto similares

## Salud
Según un estudio publicado recientemente realizado por investigadores de la Universidad Pedagógica y Tecnológica de Colombia, Socotá se encuentra dentro de los municipios con mayor  incidencia y mortalidad de cáncer gástrico, dentro del estudio relacionaron número de población adulta y altura sobre el nivel del mar, estudios complementarios deben realizarse para conocer la dinámica de la enfermedad en el municipio.